# Perm
Perm (russo:  Пермь; IPA: [pʲɛrmʲ]) é uma cidade na Rússia, e é a capital da província homônima. Localiza-se no nordeste da parte europeia do país. Tem cerca de um milhão de habitantes. Foi fundada em 1780 e designou-se Molotov (Мо́лотов) entre 1940 e 1958.
Perm situa-se nas margens do Rio Kama, no sopé das montanhas dos Urais. É a 13ª cidade da Rússia em número de habitantes.
Em geologia, o período permiano não deve o seu nome a esta cidade, ao contrário do que é muitas vezes afirmado, mas sim ao antigo Reino de Perm (também na Rússia).
Perm é um importante centro administrativo, industrial, científico e cultural. As principais indústrias são as da maquinaria, defesa, produção de óleos diversos (3% do total na Rússia), refinarias, indústrias químicas e petroquímicas, madeiras e alimentares. Perm tem diversas universidades.
Naturais famosos de Perm são o empresário artístico Sergei Diaghilev, o soprano Tatiana Borodina, o astrónomo Nikolai Moiseev, a jogadora de xadrez Alexandra Kosteniuk, o boxeur Vassily Solomin, a atleta Tatyana Tomashova e o ministro Yuri Trutnev.

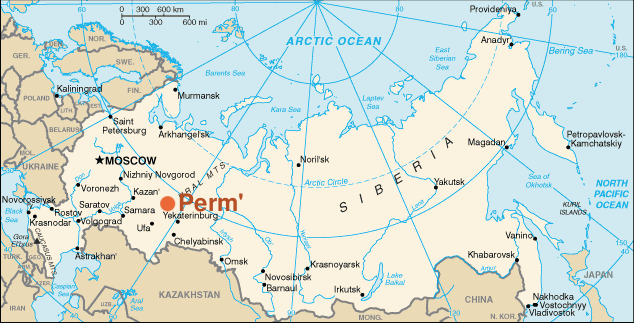
Localização de Perm

Perm foi fundada em 15 de Maio (4 de Maio pelo calendário juliano) de 1723. Em 1797 era já um importante centro administrativo. Foi uma cidade fechada até 1987, devido à concentração de indústrias químicas e de defesa.

## Esporte
A cidade de Perm é a sede do Estádio Zvezda e do FC Amkar Perm, que participa do Campeonato Russo de Futebol. >. No passado também participou o FC Zvezda Perm. e o FC Dínamo Perm, no Estádio Dínamo.